# Letohrádek Hvězda
Letohrádek Hvězda är ett slott i Tjeckiens huvudstad Prag.   Det ligger 7 km väster om Prags centrum, 390 meter över havet.